# Arturo Capdevila
Arturo Capdevila (n. 1889, Córdoba - d. 1967, Buenos Aires) a fost un poet, eseist, avocat, profesor și istoric argentinian.
A fost profesor de filosofie și sociologie în orașul său natal și profesor de literatură hispano-americană la Universitatea din La Plata.

## Opera
- 1911: Grădini solitare ("Jardines solos");
- 1912: Melpomene ("Melpómene");
- 1915: El poema de Nenúfar
- 1917: Cartea nopții ("El libro de la noche");
- 1921: Sărbătoarea lumii ("La fiesta del mundo");
- 1926: Casa fantomelor ("La casa de los fantasmas");
- 1926: El tiempo que se fue
- 1929: El apocalipsis de San Lenin
- 1929: Simbad
- 1938: Invaziile engleze ("Las invasiones inglesas")
- 1939: Romanțe argentiniene ("Los romances argentinos");
- 1940: Cordoba azurie ("Córdoba azul");
- 1946: Rubén Darío: un bard rege ("Rubén Darío: un bardo rey");
- 1950: Omul din Guayaquil' ("El hombre de Guayaquil")
- 1952: Otoño en flor
- 1955: Los Salmos

Teatru 
- La Sulamita, poema bíblico (1916),
- El amor de Scharazada, poema legendario (1923),
- La casa de los fantasmas, comedia (1924),
- Zincalí, misterio gitano (1928),
- Rosa de oro, fantasía (1929),
- El jardín de Eva, misterio de amor (1930),
- El divino Marqués, misterio (1930),
- Branca D'Oria, fantasmagoría (1932),
- Se vende una negra (1933),
- Joan Garin e Satanas, milagro (1935),
- Cuando el vals y los lanceros, estampas evocativas (1937),
- El arenal de Sevilla (1938),
- Consumación de Sigmund Freud, drama (1946)
- Nocturno, recitativo (1958).